# Red Secrets – Im Fadenkreuz Stalins
Red Secrets – Im Fadenkreuz Stalins (Originaltitel: Mr. Jones, polnisch: Obywatel Jones) ist ein Filmdrama von Agnieszka Holland aus dem Jahr 2019. Der Film erzählt, wie Gareth Jones 1933 in die Sowjetunion reist und investigativ tätig wird.

## Handlung
Der Schriftsteller George Orwell entwirft mit Blick auf ein ukrainisches Farmhaus eine Geschichte, die die zeitgenössischen Vorkommnisse spiegeln soll. Sie soll einfach zu verstehen sein und auch diejenigen ansprechen, die sich lieber romantischen Themen widmen. Deswegen entscheidet er sich – in Anlehnung an den später geschriebenen Roman Farm der Tiere – für eine Fabel mit einem „Mister Jones, der abends den Hühnerstall abschließt.“
Gareth Jones, ein ehrgeiziger junger Journalist, der durch sein Interview mit Adolf Hitler bekannt wurde, schildert als politischer Berater vor Vertretern der britischen Regierung seine Einschätzung, dass die in Deutschland erstarkende NSDAP mit ihren Parteiführern Hitler und Goebbels einen Krieg vorbereite. Jones’ Darstellung wird von der Runde belustigt und als übertrieben aufgenommen: Hitlers Handeln würde sich als Regierungschef schon an der Realpolitik orientieren. Jones wird aus vordergründig finanziellen Gründen aus seiner Position entlassen. Er bittet darum, in die Sowjetunion geschickt zu werden, um dort die politische Situation vor Ort zu analysieren. Seinem Wunsch wird nicht entsprochen. Er bemüht sich um ein privates Visum und reist auf eigene Faust und dank seiner Verbindungen zu Lloyd George, dem ehemaligen britischen Premierminister, von Großbritannien nach Moskau. Jones versucht, ein Interview mit Josef Stalin zu arrangieren, um mehr über die wirtschaftliche Expansion der Sowjetunion und ihren Fünfjahresplan herauszufinden: Er geht der Frage nach, wie in der wirtschaftlich angespannten Weltlage die Sowjetunion über große finanzielle Mittel verfügen kann, und geht zunächst davon aus, dass „die Zahlen nicht stimmen“. Ein Interview mit Stalin bleibt ihm allerdings verwehrt.
Jones’ Aufenthaltserlaubnis ist auf Moskau beschränkt. Vor seiner Abfahrt hatte er seinen Freund und Journalistenkollegen Paul Kleb telefonisch kontaktiert und seine Ankunft angekündigt. Kleb spricht in dem Telefonat von einer ‘großen Geschichte’, die er momentan recherchieren würde. Das Gespräch bricht abrupt ab. In Moskau angekommen wird Jones geschildert, dass Kleb wenige Tage zuvor vor dem Hotel Metropol, in dem auch er und viele andere Westeuropäer untergebracht sind, heimtückisch ermordet worden ist. Er nimmt Kontakt zu der Journalistin Ada Brooks auf. Sie übergibt Jones Klebs Aufzeichnungen, die sich auf die Ukraine beziehen, rät ihm aber von einer Recherchereise dorthin ab.
Damit er die Ukraine bereisen kann, fälscht er ein Empfehlungsschreiben und gibt sich als getarnt reisender Diplomat aus. Er bekommt die Reiseerlaubnis für die Ukraine, um sich als Antwort auf die Bedrohung durch Deutschland und Großbritannien ein Bild vom militärisch-industriellen Komplex, u. a. in Charkiw, machen zu können. Auf der Zugfahrt setzt er sich von seinem Geheimdienst-Begleiter ab, der als Funktionär seinen Reichtum und den seiner Familie preist.
Jones reist alleine nach Jusowka, dem sowjetischen Stalino, weiter. In Jusowka hatte seine Mutter einige Jahre Englisch unterrichtet. Er erkennt, dass die Gerüchte über den Holodomor, die Hungersnot in der Ukraine in den Jahren 1932 und 1933, zutreffen und die reale Situation schlimmer ist als gedacht: Auf dem Weg durch die ukrainische Provinz sieht er zahlreiche Hungertote und mit der Sammlung und dem Abtransport ukrainischen Getreides „nach Moskau“ den Grund für die Not. Er trifft auf Kinder, die sich, auf sich allein gestellt, von ihrem verstorbenen Bruder ernähren. Entsetzt und selbst von Hunger getrieben flüchtet er und erreicht eine Stadt, in der unter einem Propagandabild Stalins Brot an eine Menschenmenge verteilt wird. In der wartenden Menge kommt es zu Kämpfen um das verteilte Brot. Jones fragt eine Frau in der Menge, warum die Menschen hier um eine Brotration anstehen würden, wo doch die ukrainischen Äcker mit ihrer Schwarzerde die ganze Welt mit Getreide versorgen könnten. Jones erhält mit Blick auf Stalins zentralisierte Planwirtschaft und die Zwangskollektivierung in der Sowjetunion die Antwort, dass in der Ukraine Millionen durch Hunger umgebracht würden. Jones wird aus der wartenden Menschenmenge festgenommen, die Frau ebenfalls abgeführt.
Orwell schreibt seine Fabel weiter: Die Herrschaft der Tiere hat zu einem scheinbaren Reichtum der Farm geführt, ohne dass allerdings einzelne Tiere außer den Schweinen und Hunden reicher geworden sind: Alle Tiere seien gleich, aber einige seien eben gleicher als andere.
Jones sieht sich zusammen mit sechs britischen Ingenieuren seitens der sowjetischen Regierung wegen Spionage inhaftiert und angeklagt. Ihm wird nahegelegt, über das Gesehene Stillschweigen zu bewahren und den Holodomor bei seiner Rückkehr nach Großbritannien als Gerücht abzutun. Nur so sei das Überleben der Ingenieure gewährleistet. Widerwillig verleugnet er vor dem Parteikommissar seine Erkenntnisse und darf das Land in Richtung London verlassen.
Jones trifft bei einer Verabredung mit seinem Verleger Lennard auf Eric Blair, der als Künstlernamen ‘George Orwell‘ gewählt hat. Die Umgebung des Treffens, ein Londoner Restaurant, macht Jones wegen der Fülle des angebotenen Essens im Unterschied zu seiner Erfahrung des Hungers in der Ukraine zu schaffen.
Gegenüber den beiden äußert er die Frage, ob er mit der Veröffentlichung eines Buches über die Situation in der Sowjetunion die sechs unschuldigen Ingenieure in Gefahr bringen, aber das Leid der Millionen hungernden Menschen publik machen solle. Orwell antwortet klar, dass Jones die Pflicht habe, die Geschichte ungeachtet der Konsequenzen zu erzählen.
Jones berichtet über die Hungersnot und es kommt zu einer Diskussion zwischen ihm und Orwell, der Jones’ Beobachtungen als beiläufige ‘Fehler des sowjetischen Experiments’ sieht. Jones ist dagegen überzeugt, dass das sowjetische System noch ausbeuterischer als das kapitalistische ist.
Aufgrund eines Artikels des als naiv prosowjetisch gezeichneten Korrespondenten Walter Duranty in der New York Times, in dem dieser Berichte über die Hungersnot als faktenwidrige Gerüchte bezeichnet, verliert Jones seine Reputation als Journalist und kehrt in seine walisische Heimat zurück.
Mit Hilfe von Randolph Hearst, einem Nazi-Sympathisanten und einflussreichen Verleger etlicher Zeitungen, veröffentlicht Jones einen „Einspruch gegen Durantys Pulitzer“ und überzeugt die Öffentlichkeit.
Im Abspann liest George Orwell ein Zitat aus seinem Buch Farm der Tiere vor: „Die Tiere hatten manchmal tagelang nichts anderes zu essen als Rinde und Rüben. Sie schienen dem Hungertod preisgegeben. Es war lebenswichtig, diese Tatsache vor der Welt zu verbergen. Ermutigt durch den Einsturz der Windmühle ersannen die Menschen immer neue Lügen über die Farm der Tiere“.

## Premiere
Der Film hatte seine Weltpremiere bei den Internationalen Filmfestspiele Berlin 2019 und war dort nominiert für den besten Film. Die Vertriebsrechte für Nordamerika wurden im August 2019 von Samuel Goldwyn Films erworben.

## Rezeption
Auf Rotten Tomatoes erhielt der Film eine Benotung von 86 Prozent basierend auf 105 Bewertungen. Auf Metacritic hat der Film eine Punktzahl von 68 Prozent basierend auf Bewertungen von 19 Kritikern, was auf „allgemein günstige Bewertungen“ hinweist.
Peter Bradshaw von The Guardian gab dem Film vier von fünf Sternen und nannte ihn „einen mutigen und von Herzen kommenden Film mit einem echten Lean-ian-Touch“. Tim Robey von The Telegraph vergab drei von fünf Sternen. Er lobte Peter Sarsgaard für seinen Auftritt und dafür, dass er das „leider ungenutzte“ Potenzial des Films etwas zur Geltung gebracht hat.
Das Lexikon des internationalen Films vergibt zwei von fünf möglichen Sternen und bemängelt, dass „die Inszenierung […] im Bestreben, die Ereignisse zu einer Heldengeschichte mit klarem Gut-Böse-Schema zu machen, allzu frei mit den Fakten“ umgehe.
Am 14. Oktober 2021 erzwang eine Gruppe maskierter Männer in Gegenwart eines Kamerateams des staatlichen Fernsehens den Abbruch einer Vorführung des Films am Moskauer Sitz der Menschenrechtsorganisation Memorial.

## Künstlerische Freiheiten
Im Vorspann des Films wird behauptet, der Film beruhe auf tatsächlichen Gegebenheiten. Im Gegensatz dazu begegnete Gareth Jones nie George Orwell, er traf Randolph Hearst in Amerika und nicht in Wales, er nahm nicht an Kannibalismus teil, er befand sich nie auf der Flucht entlang von Eisenbahnlinien und wurde auch nicht inhaftiert.

## Auszeichnungen
- Grand Prix Golden Lions auf dem 44. Polnischen Filmfestival Gdynia im Jahr 2019.[14]